# FIFA-Klub-Weltmeisterschaft 2015
Die FIFA-Klub-Weltmeisterschaft 2015 (engl.: FIFA Club World Cup 2015) war die zwölfte Austragung dieses weltweiten Fußballwettbewerbs für Vereinsmannschaften und fand vom 10. Dezember bis zum 20. Dezember 2015 zum siebten Mal in Japan statt. Ursprünglich hatten sich neben Japan auch Indien um die Austragung der Turniere 2015 und 2016 beworben.
Am 23. April 2015 erteilte die FIFA Japan den Zuschlag.

## Modus
Gegenüber dem seit 2007 geltenden Austragungsmodus gab es keine Änderungen. Das Turnier wurde mit sieben Teilnehmern ausgetragen. Neben den sechs Siegern der kontinentalen Meisterwettbewerbe auf Klubebene aus Asien (AFC), Afrika (CAF), Karibik, Nord- und Zentralamerika (CONCACAF), Südamerika (CONMEBOL), Europa (UEFA) und Ozeanien (OFC) trat auch der nationale Meister des Gastgeberlandes an, der zunächst ein Ausscheidungsspiel gegen den Sieger der OFC Champions League bestreiten musste. Sollte ein Klub aus Japan die AFC Champions League gewinnen, war statt des Meisters der japanischen Liga der am besten platzierte nichtjapanische Klub der AFC Champions League qualifiziert. Der Sieger des Ausscheidungsspieles spielte mit den Vertretern Afrikas, Asiens und der CONCACAF zwei Teilnehmer der Halbfinals aus. Für diese waren die Teilnehmer aus Europa und Südamerika bereits gesetzt und bestritten somit nur je zwei Spiele. Gespielt wurde im K.-o.-System. An elf Tagen fanden acht Spiele statt.

## Spielstätten
| Ōsaka |

| Yokohama |

| Ōsaka |

| Yokohama |

## Teilnehmer
Teilnehmer waren die Sieger der nachfolgenden Wettbewerbe:
| Klub                  | Qualifikation                     | Kontinentalverband   |
| --------------------- | --------------------------------- | -------------------- |
| Guangzhou Evergrande  | AFC Champions League 2015         | AFC                  |
| FC Barcelona          | UEFA Champions League 2014/15     | UEFA                 |
| Club América          | CONCACAF Champions League 2014/15 | CONCACAF             |
| Tout Puissant Mazembe | CAF Champions League 2015         | CAF                  |
| River Plate           | Copa Libertadores 2015            | CONMEBOL             |
| Auckland City FC      | OFC Champions League 2014/15      | OFC                  |
| Sanfrecce Hiroshima   | J1 League 2015                    | AFC (Meister Japans) |

## Das Turnier im Überblick
| Spiel              | Datum        | Ortszeit (MEZ)        | Stadion        | Mannschaft 1          | Ergebnis  | Mannschaft 2          |
| ------------------ | ------------ | --------------------- | -------------- | --------------------- | --------- | --------------------- |
| Ausscheidungsspiel | 10. Dezember | 19:45 Uhr (11:45 Uhr) | Nissan-Stadion | Sanfrecce Hiroshima   | 2:0 (1:0) | Auckland City FC      |
| Viertelfinale 1    | 13. Dezember | 16:00 Uhr (08:00 Uhr) | Nagai Stadium  | Club América          | 1:2 (0:0) | Guangzhou Evergrande  |
| Viertelfinale 2    | 13. Dezember | 19:30 Uhr (11:30 Uhr) | Nagai Stadium  | Tout Puissant Mazembe | 0:3 (0:1) | Sanfrecce Hiroshima   |
| Spiel um Platz 5   | 16. Dezember | 16:30 Uhr (08:30 Uhr) | Nagai Stadium  | Club América          | 2:1 (2:1) | Tout Puissant Mazembe |
| Halbfinale 1       | 16. Dezember | 19:30 Uhr (11:30 Uhr) | Nagai Stadium  | Sanfrecce Hiroshima   | 0:1 (0:0) | River Plate           |
| Halbfinale 2       | 17. Dezember | 19:30 Uhr (11:30 Uhr) | Nissan-Stadion | FC Barcelona          | 3:0 (1:0) | Guangzhou Evergrande  |
| Spiel um Platz 3   | 20. Dezember | 16:00 Uhr (08:00 Uhr) | Nissan-Stadion | Sanfrecce Hiroshima   | 2:1 (0:1) | Guangzhou Evergrande  |

### Finale
| River Plate                                                                 | River Plate | FC Barcelona | FC Barcelona |
| --------------------------------------------------------------------------- | --- | --- | ------------ |
| River Plate                                                                 | \| 20. Dezember 2015 um 19:30 Uhr (11:30 Uhr MEZ) in Yokohama (Nissan-Stadion) \| \| Ergebnis: 0:3 (0:1) \| \| Zuschauer: 66.853 \| \| Schiedsrichter: Alireza Faghani ( Iran) \| \| Spielbericht \|                                                                                     | \| 20. Dezember 2015 um 19:30 Uhr (11:30 Uhr MEZ) in Yokohama (Nissan-Stadion) \| \| Ergebnis: 0:3 (0:1) \| \| Zuschauer: 66.853 \| \| Schiedsrichter: Alireza Faghani ( Iran) \| \| Spielbericht \|                                                  | FC Barcelona |
| River Plate                                                                 | Marcelo Barovero – Gabriel Mercado, Jonathan Maidana, Éder Balanta, Leonel Vangioni – Matías Kranevitter – Carlos Sánchez, Leonardo Ponzio (46. Luis González) – Tabaré Viúdez (56. Sebastián Driussi) – Rodrigo Mora (46. Gonzalo Martínez), Lucas Alario Cheftrainer: Marcelo Gallardo | Claudio Bravo – Dani Alves, Gerard Piqué, Javier Mascherano (81. Thomas Vermaelen), Jordi Alba – Ivan Rakitić (67. Sergi Roberto), Sergio Busquets, Andrés Iniesta – Lionel Messi, Luis Suárez, Neymar (89. Jérémy Mathieu) Cheftrainer: Luis Enrique | FC Barcelona |
| River Plate                                                                 | 0:1 Lionel Messi (36.) 0:2 Luis Suárez (49.) 0:3 Luis Suárez (68.) | | FC Barcelona |
| River Plate                                                                 | Matías Kranevitter (10.), Leonardo Ponzio (23.) | Jordi Alba (16.), Ivan Rakitić (43.), Neymar (61.), Sergi Roberto (72.) | FC Barcelona |
| 20. Dezember 2015 um 19:30 Uhr (11:30 Uhr MEZ) in Yokohama (Nissan-Stadion) | | |              |
| Ergebnis: 0:3 (0:1)                                                         | | |              |
| Zuschauer: 66.853                                                           | | |              |
| Schiedsrichter: Alireza Faghani ( Iran)                                     | | |              |
| Spielbericht                                                                | | |              |

### Kader des FC Barcelona
Folgende Spieler standen im 23-Mann-Kader des FC Barcelona:
| 1.           | FC Barcelona |
| ------------ | --- |
| FC Barcelona | - Tor: Claudio Bravo (2 Spiele / 0 Tore), Jordi Masip (-), Marc-André ter Stegen (-) - Abwehr: Adriano (1/0), Jordi Alba (2/0), Dani Alves (2/0), Marc Bartra (-), Douglas (-), Javier Mascherano (2/0), Jérémy Mathieu (1/0), Gerard Piqué (2/0), Thomas Vermaelen (1/0) - Mittelfeld: Sergio Busquets (2/0), Gerard Gumbau (-), Andrés Iniesta (2/0), Ivan Rakitić (2/0), Sergi Roberto (2/0), Sergi Samper (1/0) - Sturm: Munir El Haddadi (1/0), Lionel Messi (1/1), Neymar (1/0), Sandro (1/0), Luis Suárez (2/5) - Cheftrainer: Luis Enrique |

## Statistik
| Rang | Klub                  |
| ---- | --------------------- |
| 1    | FC Barcelona          |
| 2    | River Plate           |
| 3    | Sanfrecce Hiroshima   |
| 4    | Guangzhou Evergrande  |
| 5    | Club América          |
| 6    | Tout Puissant Mazembe |
| 7    | Auckland City FC      |

| Rang | Spieler               | Klub                  | Tore |
| ---- | --------------------- | --------------------- | ---- |
| 1    | Luis Suárez           | FC Barcelona          | 5    |
| 2    | Douglas               | Sanfrecce Hiroshima   | 2    |
|      | Paulinho              | Guangzhou Evergrande  | 2    |
|      | Tsukasa Shiotani      | Sanfrecce Hiroshima   | 2    |
| 5    | Lucas Alario          | River Plate           | 1    |
|      | Darío Benedetto       | Club América          | 1    |
|      | Takuma Asano          | Sanfrecce Hiroshima   | 1    |
|      | Kazuhiko Chiba        | Sanfrecce Hiroshima   | 1    |
|      | Rainford Kalaba       | Tout Puissant Mazembe | 1    |
|      | Zheng Long            | Guangzhou Evergrande  | 1    |
|      | Lionel Messi          | FC Barcelona          | 1    |
|      | Yūsuke Minagawa       | Sanfrecce Hiroshima   | 1    |
|      | Oribe Peralta         | Club América          | 1    |
|      | Martín Eduardo Zúñiga | Club América          | 1    |

## Ehrungen

### Adidas Goldener Ball
Der Goldene Ball für den besten Spieler des Turniers ging an Luis Suárez vom Titelträger FC Barcelona. Der Silberne Ball wurde an seinen Teamkollegen Lionel Messi verliehen. Den Bronzenen Ball erhielt der Kapitän des katalanischen Klubs, Andrés Iniesta.

### FIFA-Fair-Play-Trophäe
Den Fair-Play-Preis für sportlich korrektes Auftreten auf und außerhalb des Rasens erhielt der FC Barcelona.

## Schiedsrichter
Seitens der FIFA wurde von jedem Kontinentalverband ein Schiedsrichterteam nominiert. Lediglich die Asian Football Confederation (AFC) stellte ein zweites Team, das als Reserve bereitgehalten wurde.
| Verband       | Schiedsrichter  | Jahrgang | Assistent 1        | Jahrgang | Assistent 2           | Jahrgang |
| ------------- | --------------- | -------- | ------------------ | -------- | --------------------- | -------- |
| AFC           | Alireza Faghani | 1978     | Reza Sokhandan     | 1974     | Mohammadreza Mansouri | 1978     |
| CAF           | Sidi Alioum     | 1982     | Evarist Menkouande | 1974     | Elvis Noupue          | 1983     |
| CONCACAF      | Joel Aguilar    | 1975     | Juan Zumba         | 1982     | Marvin Torrentera     | 1971     |
| CONMEBOL      | Wilmar Roldán   | 1980     | Alexander Guzmán   | 1985     | Cristian de la Cruz   | 1978     |
| OFC           | Matthew Conger  | 1978     | Simon Lount        | 1981     | Tevita Makasini       | 1976     |
| UEFA          | Jonas Eriksson  | 1974     | Mathias Klasenius  | 1975     | Daniel Wärnmark       | 1974     |
| AFC (Reserve) | Ryūji Satō      | 1977     | Akane Yagi         | 1974     |                       |          |